# Vikidia
Vikidia è un'enciclopedia online e collaborativa che utilizza il software MediaWiki. Le versioni linguistiche disponibili sono quella in francese, spagnolo, italiano, russo, inglese, siciliano, basco, catalano, armeno, greco, tedesco, portoghese, occitano e arabo. Il sito si rivolge a bambini e bambine, ragazzi e ragazze dagli 8 ai 13 anni, ed è anche una risorsa per chi sta imparando queste lingue. Ha preso ispirazione dalla WikiKids olandese, ma rimane comunque indipendente.

## Storia
Mathias Damour lancia Vikidia il 14 novembre 2006; pochi giorni dopo, il 17 novembre, viene reso pubblico in lingua francese.
Nell'aprile del 2007 vengono raggiunte le 1000 voci, 2000 a settembre per arrivare a 10.000 voci nell'ottobre del 2013. A novembre 2020 conta più di 30.000 voci.
La versione spagnola è stata creata a maggio 2008, quella italiana nel 2011, quella russa nel 2012, quella inglese nel 2013, quella catalana nel 2014, quella basca il 3 giugno del 2015 e quella siciliana il 20 giugno del 2015. Nel 2017 viene creata la versione in tedesco. Dal 2018 vengono create le versioni in armeno e greco. Nel febbraio del 2021 viene creata la versione in portoghese. Nel dicembre del 2021 viene creata la versione in occitano. Nel 2023 viene creata la versione in arabo. La versione in italiano conta più di 9.500 voci ad agosto del 2025.
Fin dall'inizio è stato possibile contribuire sia da utente registrato che da anonimo.
Tutti i contributi sono distribuiti sotto la doppia licenza CC-BY-SA e GNU Free Documentation License.